# Les Guineus
La Les Guineus és una serra situada al municipi de Montmajor a la comarca del Berguedà, amb una elevació màxima de 831 metres.